# Mario Bolatti
Mario Bolatti (ur. 17 lutego 1985 w La Parze) – argentyński piłkarz, który występował na pozycji środkowego pomocnika. Posiada także włoskie obywatelstwo.

## Kariera klubowa
Mario Bolatti zawodową karierę rozpoczął w 2003 w klubie Belgrano z miasta Córdoba. Podczas 2 pierwszych sezonów pełnił w nim rolę rezerwowego; w pierwszym składzie regularnie zaczął grywać podczas rozgrywek 2005/2006. Wówczas Belgrano awansowało do Primera División, w której Bolatti zadebiutował 7 sierpnia 2006 w zwycięskim 1:0 meczu z Rosario Central. Belgrano po roku gry w pierwszej lidze spadło do Primera B Nacional.
W lipcu 2007 Bolatti wyjechał do Europy, gdzie podpisał 4-letni kontrakt z portugalskim FC Porto. Działacze zespołu zapłacili za transfer około 1,8 miliona £. W nowej drużynie Argentyńczyk został rezerwowym. Podstawowymi środkowymi pomocnikami Porto byli Raul Meireles i Lucho González, a kandydatami do gry na tej pozycji byli również między innymi Kolumbijczyk Freddy Guarín i Polak Przemysław Kaźmierczak. Bolatti w sezonie 2007/2008 wystąpił w 15 spotkaniach pierwszej ligi, w tym 4 w podstawowym składzie. Razem ze swoim klubem zdobył mistrzostwo kraju, dotarł do finału Pucharu Portugalii oraz 1/8 finału Ligi Mistrzów.
Po zakończeniu rozgrywek argentyński pomocnik na zasadzie wypożyczenia powrócił do rodzimej ligi i przez 1,5 sezonu reprezentował barwy Huracánu z Buenos Aires. Bolatti stał się podstawowym zawodnikiem swojego klubu; magazyn Olé wybrał go najlepszym piłkarzem turnieju Clausura 2009. Argentyńczyk był kluczową postacią zespołu, który dopiero w ostatnich kolejkach stracił szansę na tytuł mistrzowski na rzecz innego klubu ze stolicy kraju – Vélezu Sársfield.
Po zakończeniu okresu wypożyczenia Bolatti zadeklarował chęć powrotu do Europy. 18 stycznia 2010 roku działacze FC Porto za 3,5 miliona euro sprzedali go do włoskiej Fiorentiny. W 2011 roku przeszedł do Internacionalu.

## Kariera reprezentacyjna
W reprezentacji Argentyny Bolatti zadebiutował 14 października 2009 roku w spotkaniu eliminacji do Mistrzostw Świata 2010 z Urugwajem. Na boisku pojawił się w 79. minucie, zmieniając Gonzala Higuaína, i pięć minut później zdobył zwycięskiego gola na 1:0.